# Helophilus ineptus
Helophilus ineptus är en tvåvingeart som beskrevs av Walker 1849. Helophilus ineptus ingår i släktet kärrblomflugor, och familjen blomflugor. Inga underarter finns listade i Catalogue of Life.